# 藤川千愛
藤川 千愛（ふじかわ ちあい、1995年6月6日 - ）は、日本の歌手。岡山県後月郡芳井町（現：井原市）出身。所属事務所はコレットプロモーション、レーベルは日本コロムビア。

## 概要
2015年7月、アイドルグループ「まねきケチャ」に加入、同年8月8日、TOKYO FMホールで開催したライブイベント「ろまんちっくコンポート Vol.01」でお披露目。
2018年9月24日、日本武道館で開催したワンマンライブ「日本武道館 de まねきケチャ」でグループ卒業するも、同年11月25日にTOKYO CULTURE CULTUREで、ソロライブ「藤川千愛のACOUSTIC JAM」を開催したさせた。同年12月22日、東京・WWWXでワンマンライブ「藤川千愛ワンマンライブ〜Starting Over Live 2018〜」が行われた。
2019年5月7日、1stフルアルバム『ライカ』をリリースし、オリコンデイリーアルバムランキング1位、iTunesアルバムランキング2位、Billboard週間アルバムチャート7位、オリコン週間アルバムチャート10位を記録した。
2020年4月8日に2ndアルバム『愛はヘッドフォンから』をリリース。同年11月24日、3rdフルアルバム『HiKiKoMoRi』をリリースした。
2021年8月22日のワンマンライブ 渋谷TSUTAYA O-EAST公演「メメントモリ」をもって「藤川千愛」としての活動を休止、ロックプロジェクト「PhatSlimNevaeh」をスタート。バンド活動における名前を「ロク」へ改名。
2022年4月27日、藤川千愛名義のミニアルバム「ちょっとそこまで昨日を迎えに」をリリース。
2022年10月19日、デジタルシングル「ちゃんとした人不適合者」をリリース。2023年1月18日デジタルシングル「なにも忘れるわけじゃない」をリリース。3月29日にTVアニメ「マイホームヒーロー」オープニングテーマ「愛の歌」をミニアルバムから先行配信。4月12日にミニアルバム「嬉しい声をほんのちょっと」をリリース。
2024年7月21日、初の海外ワンマンライブとなる中国・上海でのワンマンライブを行った。

## 略歴

### まねきケチャ期（2015年7月 - 2018年9月）
- 2015年7月加入。2015年8月8日、TOKYO FMホールで開催したライブイベント「ろまんちっくコンポート Vol.01」で初お披露目[5]。

- 2018年8月25日、日比谷野外大音楽堂で開催された「夏の野音deまねきケチャ」でグループからの卒業を発表
- 2018年9月24日、日本武道館で開催したワンマンライブ「日本武道館 de まねきケチャ」でグループ卒業[6]。

### ソロアーティスト期（2018年11月 - 2021年8月 / 2022年3月 - ）
2018年11月 - 2021年8月
- ソロ活動をスタート。2018年11月25日にTOKYO CULTURE CULTUREで、ソロライブ「藤川千愛のACOUSTIC JAM」を開催した[21]。
- 2018年12月22日、東京・WWWXでワンマンライブ「藤川千愛ワンマンライブ〜Starting Over Live 2018〜」が行われた。
- 2018年12月17日より3週連続で新曲を配信リリース。12月17日に「勝手にひとりでドキドキすんなよ」、24日に「夢なんかじゃ飯は喰えないと誰かのせいにして」、そして31日に「きみの名前」を配信した[22]。
- 2019年5月7日、1stフルアルバム『ライカ』をリリース[8]。オリコンデイリーアルバムランキング1位[9]、iTunesアルバムランキング2位、Billboard週間アルバムチャート7位、オリコン週間アルバムチャート10位を記録[10]。アルバムリリース記念インストアライブツアーを全国で開催し、CDを予約購入者に特典で藤川本人からアルバム『ライカ』の会場ごとに異なるアナザージャケット（全20種類）[23]が手渡しでプレゼントされた。
- 2019年5月、中国の配信サイト NetEase 公式ACG音楽ランキングで、「あたしが隣にいるうちに」が週間ランキング1位[24]。
- 2019年9月6日、東京都内で開かれた東京岡山県人会70周年に有森裕子（五輪女子マラソン連続メダリスト）らと出演[25]。
- 2019年9月15日、岡山県・倉敷市スポーツ公園マスカットスタジアムで初開催された音楽フェスティバル『桃太郎フェス』に出演し、「岡山大好き」と心から発するコールアンドレスポンスで会場と一体となった[26]。
- 2019年10月よりAWA×WEGOコラボ ビジュアル展開の第7弾アーティストに選ばれ、WEGO店舗内のビジュアルに登場[27]。
- 2019年10月5日、岡山県立笠岡商業高校 文化祭にサプライズ登場し母校凱旋ライブを行った[28]。
- 2019年11月11日から4か月連続リリースを行う。第1弾は「引き寄せられて夢を見る」配信[29]。12月20日、第2弾「おまじない」配信。2020年1月3日、第3弾「私にもそんな兄貴が」配信。2020年2月7日、第4弾「あなたを嫌いになれました」配信。
- 2019年12月22日、故郷・岡山県井原市芳井町で西日本豪雨へのチャリティライブ「藤川千愛 X'mas Charity Live」を行った[30][31]。初の故郷芳井町凱旋ライブとなった。
- 2020年1月29日リリースのBUCK-TICKトリビュートアルバム第三弾『PARADE III 〜RESPECTIVE TRACKS OF BUCK-TICK〜』にminus(-) featuring 藤川千愛として参加[32][33][34]。「形而上 流星」をカバー[35]。
- 2020年4月8日に2ndニューアルバム『愛はヘッドフォンから』リリース[11]。また、新曲「悔しさは種」が2020年4月5日より放送開始のテレビアニメ『デジモンアドベンチャー:』（フジテレビ）のエンディングテーマになる[11]。
- 2020年9月3日放送の日本テレビ系「ZIP!」内「キラリと光る原石」を紹介する企画『ハックツ』で特集され[36]、千鳥ノブのコメントとともに「クセになるシンガー」と紹介される[37]。
- 2020年9月、3rdフルアルバム『HiKiKoMoRi』を2020年11月24日リリースすることを発表[12][13]。TVアニメ「無能なナナ」エンディングテーマ曲「バケモノと呼ばれて」他が収録される。
- 2021年6月2日、デジタルシングル「片っぽのピアス」を配信。比嘉愛未主演 テレビ東京系 ドラマParavi「にぶんのいち夫婦」オープニングテーマに起用される[38]。
- 2021年8月22日、東京・渋谷TSUTAYA O-EASTで藤川千愛ワンマンライブ「メメントモリ」を有観客開催[14]、ステージ上で「藤川千愛」としての活動を休止すると宣言[15]。また、ギターボーカルを担当する「ロク」として、新プロジェクトであるロックプロジェクト「PhatSlimNevaeh」をスタートさせ、2021年10月17日TSUTAYA O-Crest公演を行うことを発表した[16]。

2022年3月 -
- 2022年2月9日、TVアニメ「盾の勇者の成り上がり Season2」のエンディングテーマを担当することが発表[39]。楽曲は藤川千愛「ゆずれない」。
- 2022年3月18日、藤川千愛として約7か月ぶりのパフォーマンスとなるスペシャルライブをYouTubeで配信[40]。披露された12曲が、4月27日にリリースされるミニアルバム『ちょっとそこまで昨日を迎えに』初回限定盤Blu-rayにノーカットで収録されることが発表された[41]。
- 2022年10月19日、デジタルシングル「ちゃんとした人不適合者」をリリース[18]。2022年10月23日に地元である岡山で開催された「桃太郎フェス 2022」でも披露された[42]。
- 2023年1月18日、デジタルシングル「なにも忘れるわけじゃない」をリリース[43]。2023年4月12日にリリースされるミニアルバム「嬉しい声をほんのちょっと」からの先行配信となる。
- 2023年2月3日、新曲「愛の歌」が4月スタートのTVアニメ「マイホームヒーロー」のオープニングテーマとなることが発表された[44]。
- 2023年3月29日、4月12日にリリースされるミニアルバム「嬉しい声をほんのちょっと」より、「愛の歌」が先行配信された[45]。
- 2023年4月12日、ミニアルバム「嬉しい声をほんのちょっと」がリリース[46]。
- 2023年9月20日、TVアニメ「聖剣学院の魔剣使い」オープニングテーマ「1000年愛」をリリース[47]。
- 2023年9月24日、約3年ぶりとなるフルアルバム「内の臓が愚痴をこぼすもので」を11月8日にリリースすることが発表された[48]。TVアニメ「聖剣学院の魔剣使い」のオープニングテーマ「1000年愛」やTVアニメ「盾の勇者の成り上がり Season 3」のエンディングテーマ「好きになってはいけない理由」などを含む全10曲が収録される。
- 2024年5月4日、初の海外単独公演となる上海でのライブが決定したことが発表された[49]。
- 2024年5月24日、TVアニメ「新米オッサン冒険者、最強パーティに死ぬほど鍛えられて無敵になる。」エンディングテーマに新曲「さがしもの」の起用が発表[50]。
- 2024年6月23日、7月9日に新曲「さがしもの」（TVアニメ「新米オッサン冒険者、最強パーティに死ぬほど鍛えられて無敵になる。」エンディングテーマ）、17日に新曲「凡人開花」を配信リリースすることが発表された[51]。
- 2024年9月18日、ミニアルバム「すみません、愛を落としたのですが…」をリリースした[52]。

## 人物
- 岡山県立笠岡商業高等学校卒業[10]。
- 身長162cm[53]。
- 祖父（元・演歌歌手）の影響で3歳の頃から歌手になることを目指す[3][54]。祖父が歌の教室を開いていたため、生徒に教えている様子を見てテクニックを覚えていた[55]。
- 高校卒業後、工場で働きながら歌手を目指した[56]。
- 2018年9月からギターを始め、ソロ初ライブの時に弾き語りを披露。全曲ではないが、ライブのたびにギターを持って歌うようにしており、いつか全曲弾き語りでライブをやりたいとのこと[57]。
- 2ndソロシングル「夢なんかじゃ飯は喰えないと誰かのせいにして 」から作詞を手掛けている。アーティスト活動をする時には自分で作詞もしたいと思い、学生時代からノートに詩を書いて、思いついた言葉があると携帯電話のメモ帳にメモしていた[57]。
- 1stアルバム『ライカ』に収録されている「あの日あの時」はノブ（千鳥）が作詞を務めており、藤川がノブにSNSを通じて依頼し、ノブは初めての作詞依頼に驚きつつも快諾し実現した[10]。古里の景色が随所に織り込まれており、ミュージック・ビデオも制作されノブも出演しYouTubeで公開されている。藤川とノブは在校期間はかぶらないものの、幼稚園、小中高が全て同じ出身で、藤川の祖父とノブの父が互いの家を行き来するなど家族ぐるみの付き合いがあった間柄である[10]。
- 2019年6月30日のワンマンライブで、観光ガイドチラシ「LIVE TOUR LAIKA 藤川千愛的観光案内」を配布。
- 2019年ライブツアー「Live Tour"Laika"」では楽曲によりエレクトリック・ギター（ギブソン・レスポール）を弾きギターボーカルを披露[58]。
- BUCK-TICKトリビュートアルバム『PARADE III 〜RESPECTIVE TRACKS OF BUCK-TICK〜』に参加のminus(-) featuring 藤川千愛「形而上 流星」について、櫻井敦司は「とても好きな曲で、女性の声がとても儚く響いて素敵ですね」、今井寿は「すごく良かった」とコメントをしている[59]。minus(-)の藤井麻輝が藤川の声に惚れ込みフィーチャリング・ヴォーカルとして迎え入れトリビュート参加した[34]。

## 作品

### 配信・マキシシングル
|    | 発売日         | タイトル                                   | 販売形態 | 収録曲                                        | 備考 | 最高位 |
| -- | -------------- | ------------------------------------------ | -------- | --------------------------------------------- | ---- | ------ |
| 1  | 2018年12月17日 | 勝手にひとりでドキドキすんなよ             | 配信     | 1. 勝手にひとりでドキドキすんなよ             |      | -      |
| 2  | 2018年12月24日 | 夢なんかじゃ飯は喰えないと誰かのせいにして | 配信     | 1. 夢なんかじゃ飯は喰えないと誰かのせいにして |      | -      |
| 3  | 2018年12月31日 | きみの名前                                 | 配信     | 1. きみの名前                                 |      | -      |
| 4  | 2019年11月11日 | 引き寄せられて夢を見る                     | 配信     | 1. 引き寄せられて夢を見る                     |      | -      |
| 5  | 2019年12月20日 | おまじない                                 | 配信     | 1. おまじない                                 |      | -      |
| 6  | 2020年1月3日   | 私にもそんな兄貴が                         | 配信     | 1. 私にもそんな兄貴が                         |      | -      |
| 7  | 2020年2月7日   | あなたを嫌いになれました                   | 配信     | 1. あなたを嫌いになれました                   |      | -      |
| 8  | 2020年10月30日 | バケモノと呼ばれて                         | 配信     | 1. バケモノと呼ばれて                         |      | -      |
| 9  | 2021年6月2日   | 片っぽのピアス                             | 配信     | 1. 片っぽのピアス                             |      | -      |
| 10 | 2022年10月19日 | ちゃんとした人不適合者                     | 配信     | 1. ちゃんとした人不適合者                     |      |        |
| 11 | 2023年1月18日  | なにも忘れるわけじゃない                   | 配信     | 1. なにも忘れるわけじゃない                   |      |        |
| 12 | 2023年9月20日  | 1000年愛                                   | 配信     | 1. 1000年愛                                   |      |        |
| 13 | 2023年10月4日  | 好きになってはいけない理由                 | 配信     | 1. 好きになってはいけない理由                 |      |        |
| 14 | 2024年7月9日   | さがしもの                                 | 配信     | 1. さがしもの                                 |      |        |
| 15 | 2024年7月17日  | 凡人開花                                   | 配信     | 1. 凡人開花                                   |      |        |
| 16 | 2025年7月9日   | 永遠に一回の                               | 配信     | 1. 永遠に一回の                               |      |        |
| 17 | 2025年7月26日  | 夢を繋いで～Link&Ring～                    | 配信     | 1. 夢を繋いで～Link&Ring～                    |      |        |

### 楽曲参加
- BUCK-TICKトリビュートアルバム『PARADE III 〜RESPECTIVE TRACKS OF BUCK-TICK〜』（2020年1月29日、Victor Entertainment、VICL-70243）
#3「形而上 流星」minus(-) featuring 藤川千愛
- TVアニメ『デジモンアドベンチャー:』オリジナルサウンドトラック vol.1（2020年9月30日、日本コロムビア、COCX-41254）
#33「悔しさは種(TVサイズ)」
- 「KICK BACK from CrosSing」（2024年9月20日配信）
オリジナルは米津玄師。カバーソングプロジェクト『CrosSing』にてカバー。CrosSing公式YouTubeで公開され動画のほか、配信シングルとしてもリリースされた[66]。

### ミュージック・ビデオ
- 夢なんかじゃ飯は喰えないと誰かのせいにして（2018年12月24日公開）
- きみの名前（2018年12月29日公開）Director：Shohei Ogawa
- あたしが隣にいるうちに（2019年4月10日公開）Director：Shohei Ogawa
- ライカ（2019年4月5日公開）Director：柿本ケンサク
- あの日あの時（2019年4月26日公開）Director：島田欣征　-千鳥のノブが出演[67]
- 悔しさは種（2020年4月5日公開）Director：大畑貴耶
- 神頼み（2020年4月25日公開）Director：柿本ケンサク（CONNECTION）／ 水野那央貴
- 東京（2020年5月1日公開）Director：柿本ケンサク（CONNECTION）／ 水野那央貴
- バケモノと呼ばれて（2020年10月30日公開）
- ありのままで（2020年11月12日公開）Director：柿本ケンサク（CONNECTION）
- 片っぽのピアス（2021年6月2日公開）Director：橋本正輝　-こばしり。と相馬理が出演
- ゆずれない（2022年4月6日公開）Director：神宮司秀将（addgroove Inc.）
- ちゃんとした人不適合者 （2022年10月19日公開) -リリックビデオ
- なにも忘れるわけじゃない　（2023年1月18日公開） - リリックビデオ
- 愛の歌　（2023年3月29日公開）Director：神宮司秀将（addgroove Inc.）
- アンダンテ？　（2024年4月26日公開） Director：神宮司秀将（addgroove Inc.）

### カバー
- 幸せ / back number(Covered by コバソロ & 藤川千愛) - 2018年12月28日公開
- Baby don't cry / 安室奈美恵(full covered by コバソロ & 藤川千愛) - 2019年4月20日公開
- back number / HAPPY BIRTHDAY (Covered by コバソロ & 藤川千愛)　- 2019年7月23日公開
- 愛にできることはまだあるかい / RADWIMPS (Covered by コバソロ & 藤川千愛) - 2019年8月8日公開
- 形而上 流星 / BUCK-TICK (minus[-] featuring 藤川千愛) - 2020年1月29日発売
- 紅蓮華 / LiSA (Acoustic Covered by コバソロ & 藤川千愛) - 2020年8月18日公開
- ただ君に晴れ / ヨルシカ (Covered by コバソロ & 藤川千愛) - 2020年10月2日公開
- うっせぇわ / Ado - 2021年2月4日公開
- 罪と罰 / 椎名林檎 - 2021年3月14日公開

### タイアップ
| 曲名                       | タイアップ                                                                                         |
| -------------------------- | -------------------------------------------------------------------------------------------------- |
| きみの名前                 | テレビアニメ『盾の勇者の成り上がり』第1期第1クール エンディングテーマ                              |
| あたしが隣にいるうちに     | テレビアニメ『盾の勇者の成り上がり』第1期第2クール エンディングテーマ                              |
| 悔しさは種                 | テレビアニメ『デジモンアドベンチャー:』エンディングテーマ（第1話 - 第13話）                        |
| バケモノと呼ばれて         | テレビアニメ『無能なナナ』エンディングテーマ                                                       |
| ありのままで               | テレビ朝日系木曜ミステリー『科捜研の女 season20』主題歌                                            |
| バケモノと呼ばれて         | 東北楽天ゴールデンイーグルス 弓削隼人 2021年度登場曲                                               |
| 片っぽのピアス             | テレビ東京『にぶんのいち夫婦』オープニングテーマ                                                   |
| ゆずれない                 | テレビアニメ『盾の勇者の成り上がり』第2期 エンディングテーマ                                       |
| 愛の歌                     | テレビアニメ『マイホームヒーロー』オープニングテーマ                                               |
| 好きになってはいけない理由 | テレビアニメ『盾の勇者の成り上がり』第3期 エンディングテーマ                                       |
| 1000年愛                   | テレビアニメ『聖剣学院の魔剣使い』オープニングテーマ                                               |
| さがしもの                 | テレビアニメ『新米オッサン冒険者、最強パーティに死ぬほど鍛えられて無敵になる。』エンディングテーマ |
| 永遠に一回の               | テレビアニメ『盾の勇者の成り上がり』第4期エンディングテーマ                                        |
| 夢を繋いで ～Link & Ring～ | 株式会社リンレイ創立80周年記念ソング                                                               |

## 出演

### ドラマ
- 月9「貴族探偵」第4話（2017年5月8日、フジテレビ）- 有畑しずる 役

### テレビ
- 千鳥の鬼レンチャン（2022年6月5日、フジテレビ）

### 配信
- 藤川千愛の歌あんごう（2019年5月8日[73] - 5月29日[74] 毎週水曜 全4回、ラジオのエンタメアプリJFN PARK[注 4]） - パーソナリティ
- 藤川千愛の螺旋歓談（2024年9月17日- 毎週水曜 全6回、Spotify Podcast[75]）

### 連載

#### コラム
- DISK GARAGE発!ライブ・エンタメWEBマガジン「藤川千愛のひとりごと」（DI:GA ONLINE、2020年2月8日・4月17日[76]・5月21日[77]）全3回

## 書籍

### バンドスコア
- あたしが隣にいるうちに（2019年7月、フェアリー）ISBN 978-4-8235-0094-7